# Lettre à Schuller
 (Juin 2017).
- Si vous ne connaissez pas le sujet, laissez ce bandeau (vous pouvez alors contacter les auteurs).
- Si vous supprimez le contenu mis en cause (vous pouvez préalablement contacter les auteurs),

argumentez précisément cette suppression dans la page de discussion
(un manque de référence n'est pas un argument ; une recherche réelle de référence doit avoir été effectuée, être formellement documentée).
La Lettre à Schuller est une des nombreuses correspondances que Spinoza eut avec ses contemporains. Cette lettre n° LVIII (58) traite de la liberté, et est en rapport avec la notion de libre arbitre, qu'elle récuse au profit d'une « libre-nécessité ». Ainsi, pour Spinoza, le déterminisme ne s'oppose pas à la liberté, et la liberté n'est pas un « libre décret » de la volonté, mais la connaissance des causes qui nous déterminent nécessairement.

## Texte original
- [A] J'appelle libre, quant à moi, une chose qui est et agit par la seule nécessité de sa nature ; contrainte, celle qui est déterminée par une autre à exister et à agir d'une certaine façon déterminée.
- [B] Dieu, par exemple, existe librement bien que nécessairement parce qu'il existe par la seule nécessité de sa nature.  De même aussi Dieu se connaît lui-même librement parce qu'il existe par la seule nécessité de sa nature.  De même aussi Dieu se connaît lui-même et connaît toutes choses librement, parce qu'il suit de la seule nécessité de sa nature que Dieu connaisse toute chose.  Vous le voyez bien, je ne fais pas consister la liberté dans un libre décret mais dans une libre nécessité.
- [C] Mais descendons aux choses créées qui sont toutes déterminées par des causes extérieures à exister et à agir d'une certaine façon déterminée.  Pour rendre cela clair et intelligible, concevons une chose très simple : une pierre par exemple reçoit d'une cause extérieure qui la pousse, une certaine quantité de mouvements et, l'impulsion de la cause extérieure venant à cesser, elle continuera à se mouvoir nécessairement.  Cette persistance de la pierre dans le mouvement est une contrainte, non parce qu'elle est nécessaire, mais parce qu'elle doit être définie par l'impulsion d'une cause extérieure.  Et ce qui est vrai de la pierre il faut l'entendre de toute chose singulière, quelle que soit la complexité qu'il vous plaise de lui attribuer, si nombreuses que puissent être ses aptitudes, parce que toute chose singulière est nécessairement déterminée par une cause extérieure à exister et à agir d'une certaine manière déterminée.
- [D] Concevez maintenant, si vous voulez bien, que la pierre, tandis qu'elle continue de se mouvoir, pense et sache qu'elle fait effort, autant qu'elle peut, pour se mouvoir.  Cette pierre assurément, puisqu'elle a conscience de son effort seulement et qu'elle n'est en aucune façon indifférente, croira qu'elle est très libre et qu'elle ne persévère dans son mouvement que parce qu'elle le veut.
- [E] Telle est cette liberté humaine que tous se vantent de posséder et qui consiste en cela seul que les hommes ont conscience de leurs appétits et ignorent les causes qui les déterminent.  Un enfant croit librement appéter le lait, un jeune garçon irrité vouloir se venger et, s'il est poltron, vouloir fuir.  Un ivrogne croit dire par un libre décret de son âme ce qu'ensuite, revenu à la sobriété, il aurait voulu taire.  De même un délirant, un bavard, et bien d'autres de même farine, croient agir par un libre décret de l'âme et non se laisser contraindre.
- Ce préjugé étant naturel, congénital parmi tous les hommes, ils ne s'en libèrent pas aisément. Bien qu'en effet l'expérience enseigne plus que suffisamment que, s'ils est une chose dont les hommes soient peu capables, c'est de régler leurs appétits et, bien qu'ils constatent que partagés entre deux affections contraires, souvent ils voient le meilleur et font le pire, ils croient cependant qu'ils sont libres, et cela parce qu'il y a certaines choses n'excitant en eux qu'un appétit léger, aisément maitrisé par le souvenir fréquemment rappelé de quelque autre chose.

(Spinoza, Lettre LVIII)

## Commentaires
Introduction : 
Spinoza répond à une question de Schuller sur la liberté. Celui-ci demandait ce qu’il pense du pouvoir qu’a l’homme de faire des choix libres (= libre-arbitre).
Spinoza montre en fait que la question de la liberté a toujours été mal posée. Nous sommes en 1674, c’est le début de la science moderne (depuis Galilée) qui vient de montrer que dans la nature tous les phénomènes sont déterminés par des causes.
Autrement dit, c’est le règne du déterminisme : une cause entraîne des effets qui à leur tour deviennent des causes entraînant des effets, et ainsi de suite. Rien n’arrive sans cause et toute la nature est comme un système clos où toutes les choses s’entre-déterminent. Dans ce cas, un acte libre devient impensable, ce serait une sorte de monstre : un miracle (quelque chose qui arrive sans cause, de lui-même), une suspension des lois ordinaires de la nature.
Et justement Spinoza soutient que l’homme ne fait pas exception dans la nature.
Il croit agir librement, mais c’est simplement parce qu’il est inconscient des causes qui le déterminent. L’homme ne fait pas exception au déterminisme naturel, il n’est pas « un empire dans un empire ». Il obéit aux mêmes lois que le reste de l’univers, même s’il n’en a pas conscience.
D’où vient alors l’idée de liberté ? L’homme pense être libre : il sent bien qu’il ne fait quelque chose que s’il a décidé de  le faire. Autrement dit, il croit que ses actes sont volontaires, qu’il a le choix de ses actes. C’est la conception que défend Descartes dans les Principes de la philosophie : « la liberté de notre volonté se connaît sans preuve par la seule expérience que nous en avons ».
La liberté de la volonté est quelque chose que l’on sent, dans une sorte d’expérience intérieure qui ne peut mentir : vouloir quelque chose, c’est sentir en même temps qu’on aurait aussi bien pu vouloir autre chose.
Mais Spinoza lui répond que même sa volonté a été déterminée à prendre telle ou telle décision, de même que telle cause dans la nature est déterminée par une cause antérieure. Si bien que nos choix ne sont pas plus libres que la chute d’une pomme ou le mouvement d’une planète. L’impression de liberté serait une illusion, une simple impression due à un point de vue subjectif, non rationnel…
[A] Premier paragraphe : 
Qu’est-ce que la liberté exactement, prise dans son essence ?
Spinoza commence en donnant d’emblée la définition exacte de la liberté. On peut faire plusieurs remarques à ce sujet :
- il ne définit pas la liberté elle-même, mais ce que serait une chose libre. 
- Du point de vue de la méthode, Spinoza procède à la façon d’un mathématicien, qui donne une définition et en tire ensuite toutes les conséquences. C’est Spinoza qui a dit des mathématiques qu’elles « ont fait luire aux yeux des hommes une autre norme de vérité ». 
En toutes choses, il faut se conformer à ce modèle géométrique, toute autre manière de raisonner conduit à des divagations.
- Si on examine le contenu de la définition, on est forcément d’accord. Une chose qui agit sous l’effet d’une cause extérieure ne peut pas être libre. Et donc, est libre la chose qui agit d’elle-même (« par la seule nécessité de sa nature »). La liberté apparaît donc comme la conformité entre ce que nous sommes (notre nature) et ce que nous faisons (nos actes) : l’acte libre est celui qui exprime le mieux notre nature.
- Mais Spinoza sait qu’on peut dire la même chose sans être d’accord. Tout le monde sera d’accord pour dire que la liberté consiste à agir sans être déterminé à le faire. Mais tout le monde ne verra pas toutes les implications de cette définition. 
C’est pour cela que Spinoza va opposer deux exemples : celui de Dieu et celui de la pierre qu’on lance, pour arriver au cas de l’homme. 
La définition de départ est absolument claire, mais les hommes ne sont pas tous capables de la comprendre. Il leur faut des images.
[B] Deuxième paragraphe : 
Premier exemple (Dieu) – ce qu’est la liberté :
Que veut dire « être et agir par la seule nécessité de sa nature » ?
a) Dieu existe par la seule nécessité de sa nature : Dieu existe nécessairement, parce qu’il est Dieu. Autrement dit, Dieu ne peut pas ne pas exister. Il s’agit certainement d’un emprunt à la preuve ontologique de Descartes. 
Un Dieu qui existerait par l’effet d’une cause extérieure serait un contresens : il serait une simple créature (créé par une cause extérieure).
b) De même, Dieu agit par la seule nécessité de sa nature. L’action en question, c’est la connaissance : Dieu se connaît et connaît toute chose parce que c’est sa nature. 
	Si bien qu’il faut arriver à cette conclusion : la liberté, ce n’est pas un « libre décret » (un libre choix entre plusieurs possibilités), mais une « libre nécessité ». Plus un acte est nécessaire, c’est-à-dire qu’il découle strictement de la nature de Dieu, et plus il est libre. 
	Ce qui pose problème dans cette définition, c’est qu’elle associe des contraires : que peut être une « libre nécessité » ?
Un autre problème dans cette définition, c’est qu’elle ne semble convenir que pour Dieu seul : lui seul existe par la seule nécessité de sa nature, toute autre chose existe par lui…
[C] Troisième paragraphe : 
Deuxième exemple (la pierre) – ce que la liberté n’est pas :
Spinoza propose un exemple simple : une pierre qu’on lance. Cette pierre reçoit une impulsion, et lorsque la main lâche la pierre, elle continue d’avancer (principe d’inertie). Le fait d’avancer est-il un acte libre ?
Réponse dans la troisième phrase : « cette permanence de la pierre dans son mouvement est une contrainte ». Mais pourquoi n’est-ce pas un acte libre ? Ce n’est pas parce que la pierre ne pense pas, ou qu’elle n’a pas de volonté. 
C’est simplement parce que ce qui détermine ce mouvement est une cause extérieure : « parce qu’elle doit être définie par l’impulsion des causes externes ». 
Si la cause du mouvement était interne, ce serait un acte libre. Si la cause du mouvement est externe, il est contraint. Nécessité interne ou nécessité externe ? telle est la question.
La liberté ne consiste donc pas dans un libre choix, une libre décision, un « libre décret » (décret = décision), puisque tout choix, toute décision se fait d’après certaines raisons ou d’après certaines causes. La liberté ne consiste pas à suspendre la relation cause-effet (dans ce cas, rien ne se produirait, l’homme ne pourrait pas faire un seul geste), pas plus que la liberté n’est le contraire de la nécessité : elle est en fait une « libre nécessité », c’est-à-dire une nécessité interne. On comprend alors qu’une nécessité non-libre serait une nécessité externe.
Enfin, Spinoza explique le sens de cet exemple : « ce qui est vrai de la pierre, l’est aussi de tout objet singulier quelle qu’en soit la complexité ». 
Autrement dit : ce qui est vrai de la pierre est vrai de l’homme. Pas de différence fondamentale entre l’homme et la pierre, c’est la même chose, en un peu plus compliqué, c’est tout. Mais le fait d’être doué de conscience ou de volonté ne change rien à la question : la liberté est une « libre nécessité », elle ne consiste pas à échapper à la nécessité.
[D] Quatrième paragraphe : 
D’où viennent alors les fausses conceptions que se font les hommes ?
On complique l’exemple de la pierre (hypothèse dans l’hypothèse). 
Il s’agit bien d’une fiction : « si la pierre, tout d’un coup était doué de conscience… », Spinoza n’affirme pas que c’est le cas. Cette hypothèse est là pour assurer le passage à la liberté humaine. 
La situation est la suivante : la pierre a été lancée, elle a quitté la main, elle continue d’avancer (principe d’inertie). Et ce n’est qu'à ce moment-là qu’elle se « réveille », qu’elle est douée de conscience. Le mouvement est donc passé « en elle », comme une boule de billard percutée par une autre, lui emprunte son mouvement. 
Si cette pierre est tout d’un coup douée de conscience, que peut-elle percevoir ? Elle va se rendre compte qu’elle avance (elle découvre qu’« elle fait tout l’effort possible pour continuer de se mouvoir »), c’est-à-dire qu’elle sent en elle le désir, la volonté d’avancer et en même temps qu’elle avance. Elle est déterminée à la fois à avancer et à vouloir avancer. 
Elle va forcément croire qu’elle est la seule cause de son mouvement, et qu’elle avance uniquement parce qu’elle le veut. La vraie cause du mouvement (la main qui l’a lancée) est maintenant loin derrière elle, cachée à sa vue. 
De même, lorsque l’homme est déterminé à faire quelque chose, il est en même temps déterminé à désirer le faire et pense être libre là où il est le plus esclave.
[E] Cinquième paragraphe : 
Le libre-arbitre est un préjugé.
Première phrase : Spinoza montre lui-même quel est le sens de ce parallèle entre la pierre et l’homme. Alors que, en général, les hommes pensent être libres parce qu’ils ont la conscience qui leur donne une liberté de choix (= libre-arbitre), en fait, il n’empêche qu’ils sont déterminés dans tout ce qu’ils font comme n’importe quel phénomène naturel. 
Même leurs choix sont déterminés par des causes antérieures.
Au lieu que la conscience et la liberté soient le privilège de l’homme, c’est tout l’inverse qui se passe : les hommes sont déterminés dans tous leurs actes, et en plus, ignorent qu’ils le sont. La croyance en la liberté ne nous apprend qu’une chose sur l’homme : sa profonde ignorance ! 
Bien retenir la formule qu’utilise Spinoza dans cette première phrase du dernier paragraphe, elle résume sa pensée : « les hommes sont conscients de leurs désirs et ignorants des causes qui les déterminent ». 
Spinoza donne ensuite trois exemples pour illustrer sa pensée, il faut donc les commenter (comme tout exemple).
- « un enfant croit désirer librement le lait » : exemple intéressant car, en fait, il ne s’agit pas d’un désir. L’enfant a besoin de manger, mais, pour lui, cela se traduit par un désir. Il est déterminé (il a faim, donc il doit manger), mais il va croire que c’est par une libre décision qu’il veut du lait. On pourrait dire que tout désir est semblable à ce désir : il semble exprimer un libre choix, alors qu’il s’agit d’un acte nécessaire. Je crois décider, mais ma décision a été déterminée par une cause extérieure…
- « un jeune homme irrité vouloir se venger » : ici Spinoza donne l’exemple d’une passion négative (la colère) comme un cas général. On est d’accord pour dire que ce jeune homme « ne se contrôle plus », et Spinoza semble dire que c’est le cas tout le temps. Nous sommes tous comme ce jeune homme irrité.
- « un ivrogne croit dire par une libre décision ce qu’ensuite il aurait voulu taire » : cet exemple également a une valeur générale. Lorsque cet homme est ivre, il croit pourtant parler librement et dire ce qu’il veut. Plus tard, redevenu sobre, il regrette ses paroles, reconnaît avoir parlé sous l’emprise de la boisson. Pourtant, au moment où il était ivre, il n’avait pas l’impression de l’être et croyait dire ce qu’il voulait dire… 
Comment sait-il que maintenant, sobre, ce qu’il dit, soit dit librement ? Ce que nous apprend cet exemple, c’est que si, comme le prétend Spinoza, l’homme est déterminé jusque dans sa volonté, alors, logiquement, il ne devrait jamais s’en rendre compte. 
En effet, nous voyons que nous ne sommes pas libres au fait que quelque chose semble s’opposer à notre volonté (sentiment de résistance). Mais si cette volonté aussi est déterminée, comment le saurions-nous ? Exemple (de Leibniz, mais qui convient très bien ici) : si un homme est enfermé avec la femme qu’il aime dans une pièce, comment saura-t-il qu’il est enfermé ? 
Il n’est pas libre (puisqu’il est enfermé), mais rien ne peut le lui apprendre (il n’aura jamais l’idée d’essayer de sortir, puisqu’il est avec la femme qu’il aime).
	Il s’agit bien là d’un préjugé inné : c’est une illusion inévitable… Nous sommes tous placés, sans le savoir dans la même situation que cette pierre qui est lancée. 
Ce que veut montrer Spinoza, c’est que les hommes ont une position contradictoire, ils soutiennent en même temps deux idées qui sont logiquement incompatibles. 
Ils disent que dans la nature tout est déterminé par des causes (en quoi ils ont raison), et que l’homme est libre (n’est déterminé par rien). Ce que montre l’exemple de la pierre, c’est que si on admettait un instant que l’homme puisse ne pas être libre, une conséquence nécessaire de cette hypothèse serait qu'il ne pourrait jamais s’en rendre compte. 
	Le philosophe qui est visé par Spinoza est certainement Descartes qui affirmait dans ses Principes de la philosophie, que « on connaît sa liberté sans preuve par la seule expérience que nous en avons ». 
Pour Spinoza, le sentiment que nous avons de notre liberté n’est pas une preuve que nous sommes libres, puisque la pierre qui est déterminée à avancer a le sentiment de le faire librement. 
Conclusion : 
Mais alors l’homme ne peut jamais être libre pour Spinoza ? 
En fait, il défend plutôt l’idée que la liberté ne consiste pas dans la liberté de la volonté (libre-arbitre), ni dans la puissance de l’action : être libre, c’est comprendre par la raison les causes qui nous déterminent, se libérer des préjugés qui nous entravent. 
Pour être vraiment libre, il faut commencer par se libérer de cette fausse croyance, de nos préjugés concernant la liberté.

## Sources
Des professeurs agrégés en philosophie de l'académie de Montpellier ont utilisé les œuvres suivantes pour rédiger ce commentaire :
- Roger Mucchielli, La philosophie, éditions Bordas, 1965
- René Descartes, Les Principes de la philosophie, 1644
- Alain Marchal, Philosophie Terminales - Professeurs, édition Magnard, 2004
- Jean-Pierre Cléro, Déterminisme et liberté, édition Ellipse, 2001